# Apicencya calva
Apicencya calva är en skalbaggsart som beskrevs av Waterhouse 1882. Apicencya calva ingår i släktet Apicencya och familjen Melolonthidae. Inga underarter finns listade i Catalogue of Life.